# Calycomyza ipomoensis
Calycomyza ipomoensis este o specie de muște din genul Calycomyza, familia Agromyzidae, descrisă de Esposito în anul 1994. Conform Catalogue of Life specia Calycomyza ipomoensis nu are subspecii cunoscute.